# Radionička brusilica
Radionička brusilica služi za brušenje (oštrenje) alata u manjim radionicama. Sastoji se od postolja sa stupom na kome se nalazi elektromotor. Na rotoru elektromotora nalazi se produženo vreteno, koje nosi 2 brusne ploče. Brusne ploče su zaštićene oklopom, a ispred brusne ploče se nalaze oslonci za alat koji se brusi. Oslonci se mogu primicati i odmicati na potrebnu udaljenost od brusne ploče. Za donji dio oklopa, pričvršćen je lijevak za koji se veže priključna cijev usisivača za prašinu. Uključivanje i isključivanje izvodi se pritiskom na dugme ili prekidač. Brusna ploča se postavlja na vreteno preko zaštitnog olovnog prstena. Zatim se brusna ploča navlači na vreteno i učvršćuje između dvije prirubnice, pomoću vijka i matice. Između prirubnica i brusne ploče nalaze se gumeni prstenovi.

## Brusna ploča
Brusna ploča ili brusno kolo se sastoji od:
- sredstava za brušenje ili abraziva, koja mogu biti prirodna ili umjetna, i
- vezivnog sredstva, koja mogu biti neorganska ili organska.

### Označavanje brusnih ploča
Primjer: 450 x 100 x 127 A 60 K 8 V
- (450) D – promjer brusne ploče (450 mm),
- (100) B – širina brusne ploče (100 mm),
- (127) d – promjer provrta na brusnoj ploči (127 mm),
- (A) – oznaka sredstava za brušenje,
- (60) – krupnoća zrna,
- (K) – tvrdoća brusne ploče,
- (8) – oznaka strukture brusne ploče,
- (V) – oznaka veziva.